# Правоохранительные органы
Правоохрани́тельные о́рганы, о́рганы правопоря́дка — обособленная группа государственных и негосударственных органов, осуществляющая деятельность по защите прав и свобод человека и гражданина, охране общественного порядка, правопорядка и законности в обществе и государстве. 
При определённых условиях правоохранительные органы могут использоваться в качестве орудия против другой группы или круга лиц, чтобы добиться политических, экономических или социальных целей путём осуществления коллективного (государственного) насилия (в виде геноцида, политических репрессий,  пыток и других нарушений прав человека). 

## Понятие правоохранительной деятельности
Правоохрани́тельная де́ятельность — вид государственной деятельности, которая осуществляется с целью охраны права путём применения юридических мер воздействия в строгом соответствии с законом и при неуклонном соблюдении установленного им порядка.

## Функции правоохранительных органов
Все правоохранительные органы осуществляют одну или несколько из следующих функций:
1. Конституционный контроль
2. Прокурорский надзор
3. Осуществление правосудия
4. Расследование правонарушений
5. Обеспечение безопасности
6. Исполнение судебных решений
7. Оперативно-розыскная деятельность
8. Охрана общественного порядка
9. Оказание юридической помощи
10. Профилактическая деятельность по предупреждению преступности и её профилактики

## Виды правоохранительных органов
- Органы выявления и расследования преступлений
- Органы юридической помощи
- Органы обеспечения правопорядка и безопасности

## Правоохранительные органы в России
В целом, в России к правоохранительным органам относят военизированные органы, осуществляющие оперативную, следственную или прокурорскую деятельность на основании специальных законов. В таких органах предусмотрена правоохранительная или военная служба:
- Федеральная служба безопасности
- Военная полиция Министерства обороны Российской Федерации
- Министерство внутренних дел
  - Полиция (до 2011 года — милиция)
  - Внутренние войска (после 2016 года - Росгвардия)
- Росгвардия
- Федеральная таможенная служба (только её правоохранительные подразделения)
- Министерство юстиции
  - Федеральная служба судебных приставов
  - Федеральная служба исполнения наказаний

### Общественное мнение
По данным опроса, проведённого ВЦИОМ в ноябре 2017 года, подавляющее большинство опрошенных россиян слышали о каждом из правоохранительных органов Российской Федерации. Относительно менее других известна Федеральная служба войск национальной гвардии (23 % не слышали названия «Росгвардия»). Наиболее высокие оценки эффективности работы, по мнению россиян, у Прокуратуры Российской Федерации, наиболее низкие — у Федеральной службы судебных приставов.